# Algoculture

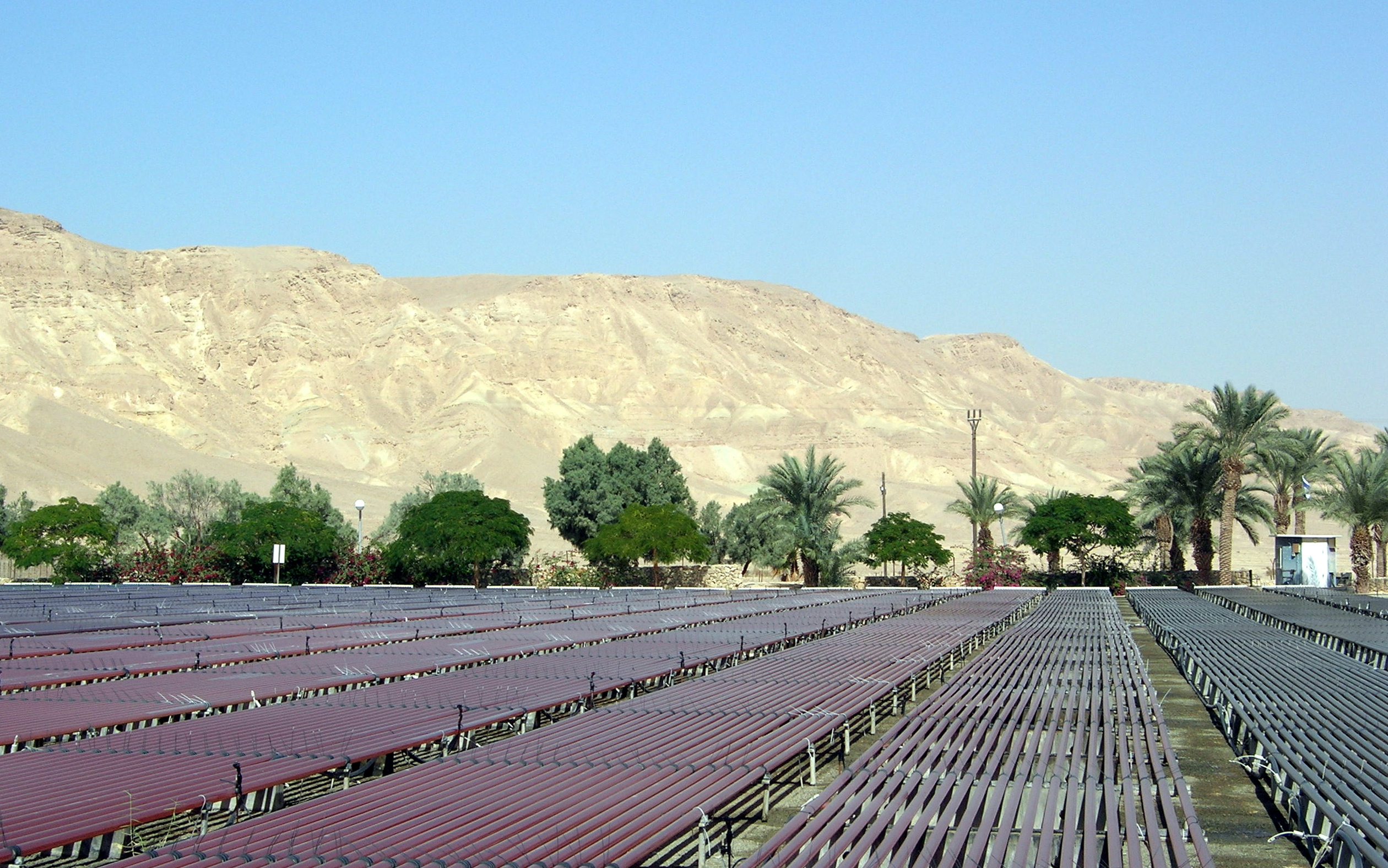
Photobioréacteur au kibboutz Ketura dans le désert du Néguev (Israël)

L’algoculture ou phycoculture désigne la culture en masse des algues dans un but industriel et commercial. Ce domaine concerne aussi bien les micro-algues (également appelées phytoplancton, microphytes, algues planctoniques) que les macro-algues (que l’on désigne aussi par le terme goémon en français).
Le but de cette activité aquacole est de produire des aliments (pour la consommation humaine ou animale), des compléments alimentaires, des produits vétérinaires et pharmaceutiques, des cosmétiques, des matières bio-plastiques, des fertilisants ou encore des sources d’énergies renouvelables (algocarburant, biogaz) ou en phytoremédiation. Des usages plus récents portent sur les nanobiotechnologies, le génie génétique ou encore la séquestration du CO2 en produisant de la biomasse.

## Historique et perspectives
Les algues sont consommées par l'Homme depuis la Préhistoire. Les Aztèques pratiquaient l'algoculture de la spiruline comestible Arthrospira au XVIe siècle. La première culture expérimentale d'algue unicellulaire fut réalisée par Beijerinck en 1890, avec une souche de Chlorella vulgaris . En 1919, Warburg utilise pour la première fois une culture d'algues comme modèle d'étude en physiologie végétale. Les premiers travaux portant sur la culture d’algues en masse en bassins ouverts furent menés par des scientifiques allemands durant la Seconde Guerre mondiale. Au début des années 1950, des chercheurs du Carnegie Institute, à Washington s’intéressent à la culture d’algues pour réduire les teneurs en CO2de quoi ?[réf. nécessaire]. En 1960, aux États-Unis, Oswald et Golueke proposent de traiter les eaux usées en y cultivant des micro-algues, et de récupérer la biomasse obtenue pour la convertir en méthane (biogaz) .

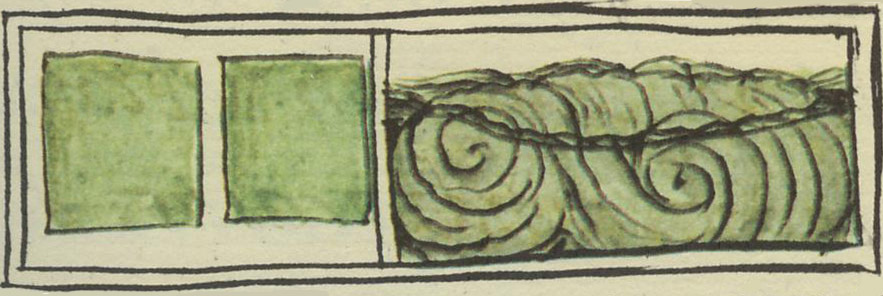
Description d'une récolte d'algues et de gâteau d'algues faits par les Aztèques (Codex de Florence, Fin XVI)

Durant les années 1970, les principaux pays producteurs de biomasse algale sont Israël, le Japon et l’Europe de l’Est. Il s’agit alors de cultures en bassins ouverts pour l’alimentation. En Afrique et au Mexique se développe par cette technique la culture de la spiruline, au niveau du lac Tchad et du lac Texcoco.

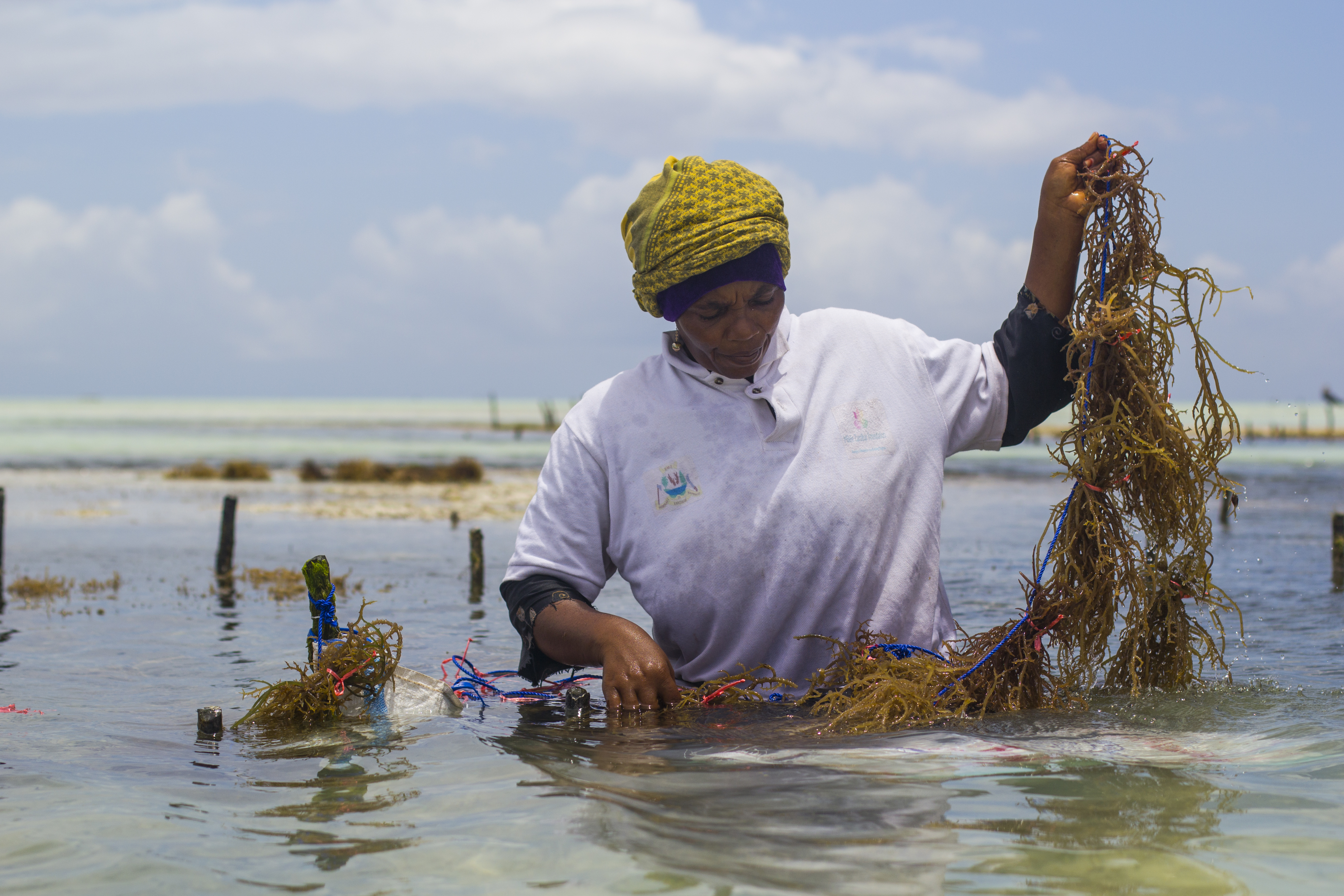
Une femme récoltant le goémon à Zanzibar (archipel), sur l'ile d'Unguja. Le réchauffement climatique met en péril cette activité : vers 1990 il y avait 450 fermes en activité dans ce secteur ; en 2016 il n'y en a plus que 150. Mars 2016.

En 1978, la crise du pic pétrolier incite le Department of Energy’s Office of Fuel Development des États-Unis à entamer des travaux sur la production de biomasse algale et sa transformation en biocarburants. Ces travaux, qui s’échelonneront de 1978 à 1996, seront brutalement interrompus avant de connaître un nouvel essor avec la recherche d’énergies renouvelables.
Alors que la production de biomasse algale présentait un attrait fort en aquaculture, leur intérêt comme producteurs de composés fins en pharmacologie, cosmétologie et en agro-alimentaire a commencé à retenir de plus en plus l’attention des industriels et scientifiques. Les photobioréacteurs ont connu un très vif intérêt et développement technique dès les années 1990, en raison des contrôles plus poussés qu’ils permettent sur la production algale par rapport aux bassins ouverts.
Le domaine médical connaît également un attrait pour les algues. La présence de nombreuses biomolécules actives représente une manne intéressante dans la recherche de nouveaux composés d’intérêt pharmacologique. Citons par exemple les carraghénanes d’algues rouges pouvant prévenir d’infections virales ou encore le brévénal, composé produit par la micro-algue toxique Karenia brevis et qui pourrait être un composé efficace dans la lutte contre la mucoviscidose.
Le domaine des biotechnologies peut tirer avantage de la production en masse d’algues génétiquement modifiées. Il est ainsi possible d’utiliser la machinerie cellulaire de ces micro-organismes pour produire des protéines d’intérêt, grâce au génie génétique. Des travaux ont permis ainsi de synthétiser et d’assembler correctement l’anticorps monoclonal humain IgG1 dans des chloroplastes génétiquement modifiés de Chlamydomonas reinhardtii . De manière plus générale, la production en masse de vaccins recombinants par des micro-algues est possible et permet d’éviter certains risques de contamination parasites biologiques inhérents aux biotechnologies animales.
Depuis 1988, les diatomées présentent également un nouvel attrait dans le domaine des nanobiotechnologies : la frustule silicieuse de ces algues microscopiques est capable d’adopter des propriétés électroniques ou de permettre de délivrer des médicaments dans l’organisme . De plus, il est possible de jouer sur les propriétés opto-électroniques de la frustule en y incorporant par exemple du germanium.
Enfin, les micro-algues peuvent servir de filtres naturels afin de collecter des métaux lourds et particules toxiques, et peuvent être utilisées dans des programmes de phytoremédiation. Citons à titre d’exemple le programme de réhabilitation du lac de Salton Sea en Californie, fortement pollué par les rejets d’origine agricole.
L’algoculture représente en 2018 plus du quart de la production de l’aquaculture en tonnage. Cette production a une valeur marchande de 7,4 milliards d’euros. 99 % de la production est asiatique. 
Selon les estimations, la production halieutique et aquacole mondiale a atteint un record historique de 223,2 millions de tonnes en 2022, dont 37,8 millions de tonnes (soit 17 %) d'algues.
En Europe, la valorisation des algues dépend des gisements naturels, qui sont gérés durablement. La récolte est dominée par des phaeophyceae (algues brunes) avec surtout Ascophyllum nodosum (goémon noir). La transformation de la récolte produit l'alginate, pour l'industrie agroalimentaire, pharmaceutique, textile ou pour l'alimentation des animaux d'élevage. En agriculture l'alginate permet d'utiliser moins d'engrais ou de pesticides. Grâce à ce produit, l'empreinte carbone de toutes ces activités est réduite. En France, ce secteur représente 500 millions d'euros de chiffre d'affaires. -.
En Bretagne cette activité est réglementée par le Comité régional des pêches maritimes et des élevages marins de Bretagne. Elle ne peut s'opérer que sur autorisation. En 2022 environ 80 entreprises ont une autorisation pour la pêche à pied et une trentaine pour la pêche en mer. Chacune n'a le droit de ne récolter que certaines algues sur certaines zones pendant une période déterminée. Ce système de licence a été mis en place en 2018. Le principal port de pêche au goémon est Lanildut.  Ces règles sont élaborées avec des structures scientifiques bretonnes et les récoltants. À la demande des professionnels, un système de jachère a été mis en place pour les Laminaria hyperborea, dont la croissance est lente, ce qui permet une gestion des stocks. -.
En Bretagne toujours, il y a plus de demandes que de licences accordées. La demande du marché est forte. Le métier attire, mais il est difficile. La ressource est aléatoire, et impose la polyvalence. -.
Au niveau mondial, l'algoculture, avec les pêcheries d'algues, voit son produit augmenter de l'ordre de 10% chaque année depuis 20 ans, mais il reste mille fois inférieur aux résultats avec les végétaux terrestres. Et sa valeur monétaire reste très faible par comparé aux productions animales de l'aquaculture. Pour gagner en volume et en profit, il faut augmenter considérablement la quantité d'algues produites, de préférence en l'intégrant avec d'autres économies marines. Cette nouvelle productivité devra assurer la préservation des algues sauvages, car c'est d'elles que vient tout le bénéfice du service écosystémique que les algues fournissent au vivant. La destruction de ces habitats naturels pénalisent énormément de circuits économiques ainsi que beaucoup des valeurs sociales. Peut-être la Décennie des Nations unies pour la restauration des écosystèmes permettra-t-elle de donner un cadre et des moyens pour ce qui concerne les algues-.

## Méthodes de cultures en masse
Toutes les espèces d’algues ne sont pas encore cultivables. Certaines macro-algues sont donc encore prélevées en mer ou sur l’estran, à partir de gisements naturels. D’autres sont cultivées dans des « champs marins », comme les algues brunes Laminaria japonica (4,9 millions de tonnes par an) et Undaria pinnatifida (2,7 millions de tonnes par an).

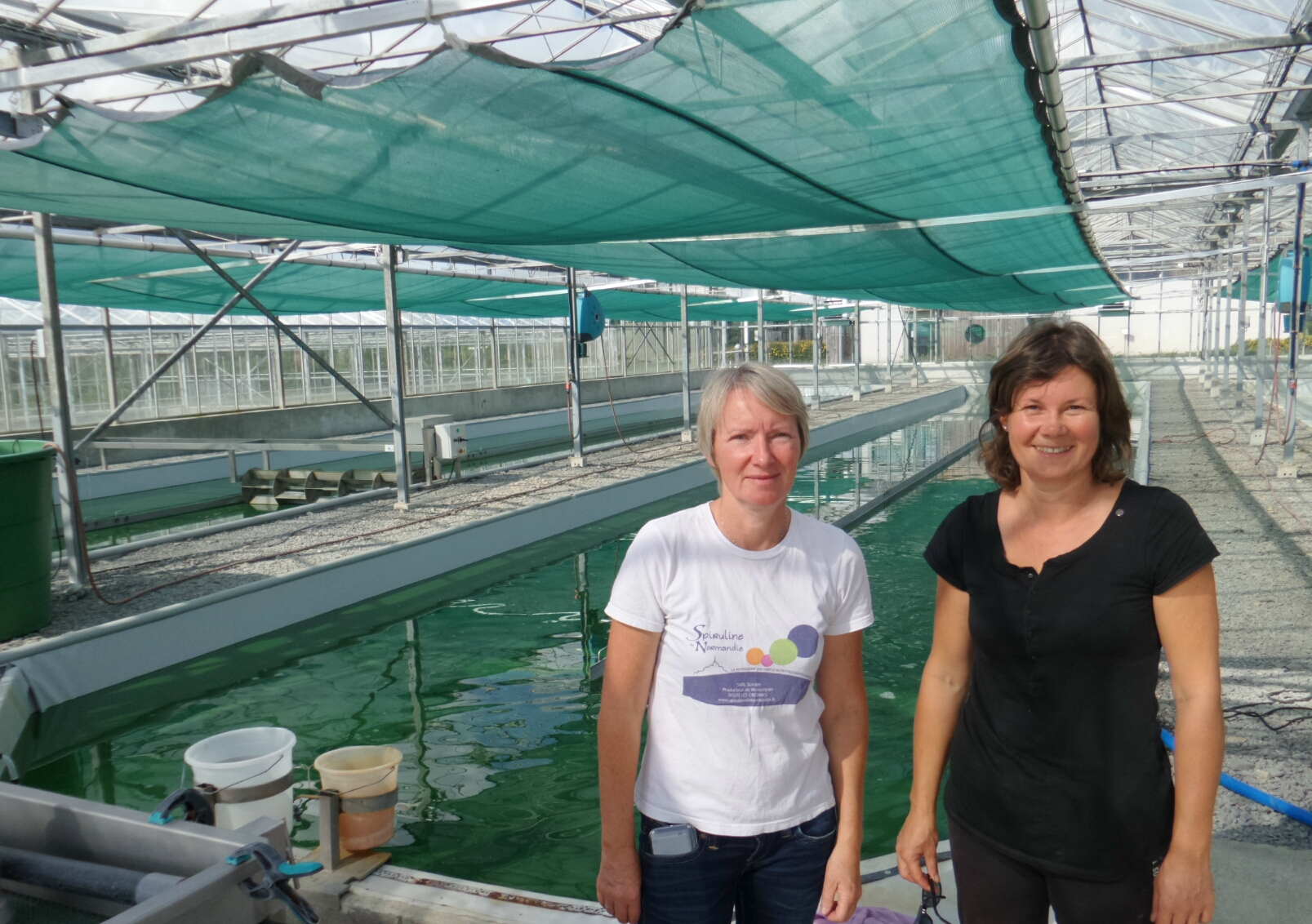
bassins de production de spiruline

### Bassins ouverts
Les micro-algues peuvent être cultivées en masse dans des bassins ouverts (lacs, lagunes, bassins naturels ou structures artificielles, comme les bassins de type « raceway») ou dans des photobioréacteurs fermés.
Certaines macro-algues sont également cultivées en bassin de type « raceway» avec une agitation mécanique (Chondrus crispus), ou par bullage intense basse pression (Gracilaria, Palmaria).
Les avantages majeurs des bassins ouverts restent leur facilité de construction et le fait qu’ils soient rapidement opérationnels et productifs. Mais les cultures y sont difficilement contrôlables, dépendent de la concentration atmosphérique en CO2 et de la luminosité naturelle, manquent de brassage du volume de culture, n’ont pas une productivité sur de longues périodes et peuvent facilement être contaminées par des parasites ou prédateurs extérieurs.

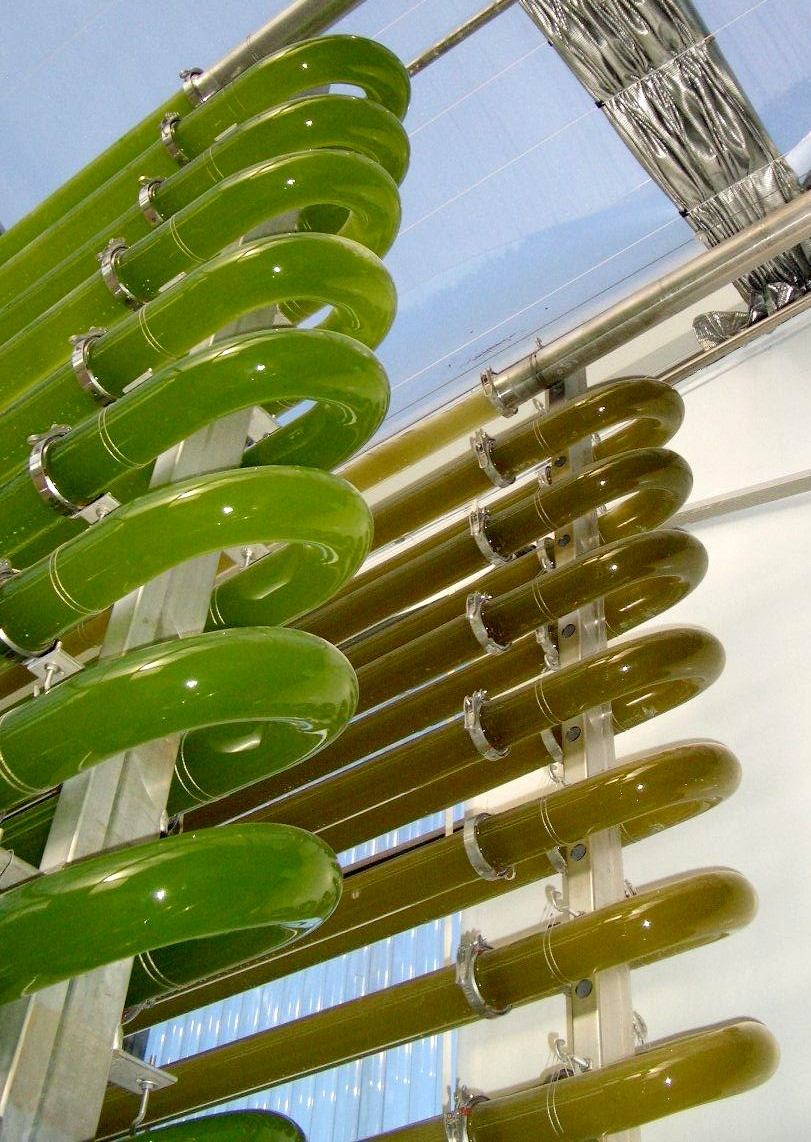
photobioréacteur

### Photobioréacteurs
À l’inverse, les photobioréacteurs sont plus chers à construire et plus complexes à mettre en place, mais assurent un meilleur contrôle de la culture et une production plus durable dans le temps. Il en existe trois grands types :
- Les photobioréacteurs  à colonne verticale : faciles à stériliser, ils permettent une biomasse importante[19]. Mais leur réalisation nécessite un matériel sophistiqué et la répartition de la lumière est plutôt hétérogène à l’intérieur de la colonne.

- Les photobioréacteurs tubulaires : faciles à réaliser, utilisables à l’extérieur, ils forment un réseau de tubes horizontaux, verticaux, obliques, coniques ou encore serpentins[18]. Ils assurent une bonne production de biomasse à moindre coût. Cependant, des gradients de pH, de CO2 et d’O2 dissous peuvent apparaître dans les tubes[20], ainsi que des phénomènes de fouling, affectant la productivité du système.

- Les photobioréacteurs plats : ils ont été introduits par Milner en 1953[21]. Ils assurent une bonne pénétration de la lumière et une production importante de la biomasse et un fort rendement photosynthétique[22], sont faciles à nettoyer et à tempérer pour les cultures et peuvent être installés à l’extérieur. L'accumulation de dioxygène dissous est relativement faible dans les photobioréacteurs plats par rapport aux photobioréacteurs tubulaires horizontaux. Mais ils créent des différences de température difficile à gérer et peuvent induire des stress hydrodynamiques chez certaines espèces d’algues [18].

Il faut également noter que pour résoudre les problèmes d’irradiance lumineuse dans la culture en photobioréacteur, des systèmes illuminés à l’intérieur du volume de culture par des lampes à fluorescence ont été proposés. Ces systèmes présentent l’avantage de pouvoir être stérilisés à chaud et sous pression, mais restent difficiles à mettre en œuvre dans un environnement extérieur.

### Fermenteurs
Certaines micro-algues peuvent être cultivées sans lumière, de manière hétérotrophique, en utilisant des substrats organiques comme sources nutritives. Ces systèmes de culture permettent la production de composés à fort intérêt pharmaceutique, et des cultures commerciales de Chlorella dans des fermenteurs à agitation sont communes. Des procédés plus complexes, comme une alternance de cycles jours / nuits pour la mise en place de cycles photosynthétiques et hétérotrophiques, ont également été proposés. La micro-algue Euglena gracilis peut être ainsi cultivée selon cette méthode afin de produire de l’α-tocophérol .

### Exemples de bioproductions
Les tableaux ci-dessous présentent une suite d’exemples d’algoculture expérimentale tirés de la littérature scientifique :
- Cultures en bassins ouverts

| Profondeur bassin (cm) | Localisation       | Algue               | Productivité maximum (g/l/jour) |
| ---------------------- | ------------------ | ------------------- | ------------------------------- |
| 13-15                  | Israël             | Spirulina platensis | 0,18                            |
| 1                      | République tchèque | Chlorella sp.       | 2,5                             |

- Photobioréacteurs

| Bioréacteur | Orientation | Localisation | Algue                 | Productivité maximum (g/l/jour) |
| ----------- | ----------- | ------------ | --------------------- | ------------------------------- |
| Tubulaire   | horizontal  | Italie       | Spirulina maxima      | 0,25                            |
| Tubulaire   | horizontal  | Israël       | Spirulina platensis   | 1,6                             |
| Tubulaire   | incliné     | Singapour    | Chlorella pyrenoidosa | 3,64                            |
| Colonne     | verticale   | Espagne      | Phaeodactylum sp.     | 0,69                            |
| Colonne     | verticale   | Israël       | Isochrysis galbana    | 1,6                             |
| Plat        | incliné     | Israël       | Spirulina platensis   | 4,3                             |

- Comparaison entre fermenteurs et autres moyens de production [34]

| Algue                   | Taux de croissance maximal (h-1) | Taux de croissance maximal (h-1) | Taux de croissance maximal (h-1) |
| Algue                   | Photosynthèse                    | Hétérotrophie                    | Myxotrophie                      |
| ----------------------- | -------------------------------- | -------------------------------- | -------------------------------- |
| Chlorella vulgaris      | 0,11                             | 0,098 (glucose)                  | 0,198 (glucose)                  |
| Haematococcus pluvialis | 0,013                            | 0,009 (glucose)                  | 0,024 (glucose)                  |
| Scenedesmus acutus      | 0,061                            | 0,04 (glucose)                   | 0,048 (glucose)                  |
| Spirulina platensis     | 0,026                            | 0,008 (glucose)                  | 0,026 (glucose)                  |

## Applications commerciales

### Macro-algues
La production de macro-algues représente 88 % de la production mondiale d'algues. Depuis le développement de l'algoculture et de la mariculture pour beaucoup d'espèces d'intérêt commercial, elle est devenue largement plus importante que la récolte : 14,8 millions de tonnes produites en 2005 contre 1,3 million de tonnes collectées. La quasi-totalité de ces cultures se fait en Asie. En 2005, les algues brunes sont les macro-algues les plus cultivées (7,8 millions de tonnes), suivies des algues rouges (4,8 millions de tonnes). Les algues vertes ne représentent alors que 13 000 tonnes. L'essentiel de la production se fait en Asie. Selon la FAO, la production mondiale d'algues s'élève à 34,7 millions de tonnes en 2019 (52 % d'algues rouges, 47 % d'algues brunes et moins d'1 % d'algues vertes), la récolte ayant décliné à 1,08 million de tonnes.
Les algues brunes les plus cultivées sont Saccharina japonica (4,9 millions de tonnes par an) et Undaria pinnatifida (2,7 millions de tonnes par an). Parmi les algues rouges, les plus cultivées sont Porphyra tenebra (1,39 million de tonnes), Euchema sp. (1,38 million de tonnes) et Gracilaria sp. (1,03 million de tonnes).
Leur production est écoulée principalement sous forme d'aliments pour les marchés de la Chine et la Corée du Sud et du Japon. Elles sont aussi cultivées pour leurs phycocolloïdes : les carraghénanes extraits de l'algue rouge Chondrus crispus servent de gélifiants, de même que l'agar-agar. Elles sont aussi utilisées comme tourteaux pour l'alimentation animale.

### Micro-algues
La commercialisation à large échelle de micro-algues a commencé dans les années 1960 au Japon, avec la culture de Chlorelles. Le second exemple fut la mise en place de cultures à ciel ouvert de Spirulina le long du lac Texcoco par la Sosa Texcoco S.A. en 1977. Au début des années 1980, 46 sites de grande taille produisaient en Asie plus d’une tonne de micro-algues par mois (principalement du genre Chlorella) . La production de ß-carotène par Dunaliella salina devint la troisième production commerciale mondiale dès 1986 avec la mise en place d’installations privées australiennes, bientôt suivies par des initiatives israéliennes et américaines. En une période de 30 ans, l’algoculture s’est sensiblement développée pour atteindre des productions annuelles de l’ordre du millier de tonnes :
| Algue                    | Production annuelle | Pays                              | Applications et produits dérivés                              |
| ------------------------ | ------------------- | --------------------------------- | ------------------------------------------------------------- |
| Spiruline (Arthrospira)  | 3000 t (poids sec)  | Chine, Inde, USA, Birmanie, Japon | Nutrition humaine et animale, cosmétiques, phycobiliprotéines |
| Chlorella                | 2000 t (poids sec)  | Taiwan, Allemagne, Japon          | Nutrition humaine, aquaculture, cosmétiques                   |
| Dunaliella salina        | 1200 t (poids sec)  | Australie, Israël, USA, Chine     | Nutrition humaine, cosmétiques, ß-carotènes                   |
| Aphanizomenon flos-aquae | 500 t (poids sec)   | USA                               | Nutrition humaine                                             |
| Haematococcus pluvialis  | 300 t (poids sec)   | USA, Inde, Israël                 | Aquaculture, astaxanthine                                     |
| Crypthecodinium cohnii   | 240 t (huile DHA)   | USA                               | Huile de DHA                                                  |
| Shizochytrium            | 10 t (huile DHA)    | USA                               | Huile de DHA                                                  |

### Autres utilisations des algues: exemples des aquafeed
Un aquafeed est un composé destiné à l'alimentation aquacole. Outre l'utilisation des microalgues et des macroalgues pour des applications (agro-)alimentaires, cosmétiques ou nutraceutiques, ces organismes ont également leurs places dans la nutrition aquacole. L'utilisation des algues (macroalgues et microalgues) dans ce domaine fait l'objet de recherche depuis un certain temps. Bien que les microalgues soient largement exploitées dans les systèmes d'alimentation des exploitations aquacole (pisciculture, conchyliculture, astaciculture/pénéiculture) cette utilisation est davantage spécifique aux stades larvaire et juvénile plutôt qu'à l'alimentation des adultes. Concernant les macroalgues des études sont menées dans le but de remédier à l'utilisation des farines animales (de poissons) posant des soucis du point de vue de la réglementation européenne. En effet, depuis la crise de l'encéphalopathie spongiforme bovine (ESB ou "Maladie de la vache folle"), une réglementation stricte sur l'utilisation des farines et graisses d'origine animale a été mise en place par le parlement européen en 2001 (Règlement (CE) N°999/2001 et Arrêté du 18 juillet 2006) . De plus, une surexploitation des ressources naturelles a été mise en évidence par la Food and Agriculture Organization (FAO). Or la plupart des aquafeeds sont obtenus à partir de produits et de co-produits de la pêche.
C'est pourquoi, il est désormais indispensable de chercher de nouveaux composés qui permettront d'assurer des produits sains, sûrs et de qualité ainsi que de préserver les ressources naturelles.
La plupart des espèces exploitées en aquaculture nécessitent un apport en protéines, lipides, vitamines, minéraux et anti-oxydant. Concernant les glucides, l'apport est à contrôler en fonction du régime alimentaire de l'espèce . De plus certains composés sont également ajoutés à la formulation des aliments tels que les colorants et les conservateurs, leur rôle étant principalement d'améliorer l'aspect visuel et la conservation du produits finis.
Les algues possèdent de nombreuses qualités nutritives  qui répondent aux besoins des espèces aquacoles au niveau des protéines, lipides, vitamines, minéraux, anti-oxydants et des fibres. De plus certaines espèces possèdent des pigments comme chez Haematococcus pluvialis qui produit l'astaxanthine utilisée pour la coloration rosée du saumon, de la truite et des crevettes. Ainsi les algues semblent être une alternative aux farines et graisses animales actuellement utilisées.
Des études ont récemment été menées concernant l'utilisation des macroalgues (sous forme de granulés ou de farines) dans l'alimentation de poissons ou mollusques d'élevage. L. M. P. Valente et son équipe ont évalué l'utilisation de Gracilaria bursa-pastoris, d'Ulva rigida et de Gracilaria cornea (sous forme de granulés) comme ingrédient dans l'alimentation pour les juvéniles de Bar commun (Dicentrarchus labrax). Les résultats de cette étude de 2005 ont montré que l'utilisation de Gracilaria bursa-pastoris et d'Ulva rigida (jusqu'à 10% dans l'alimentation) n'impactait pas les performances de croissance, l'utilisation des nutriments ou la composition de l'animal. Pour Gracilaria cornea son incorporation peut uniquement se faire jusqu'à 5% dans l'alimentation car au-delà les performances de croissance de l'animal sont atteintes. Une seconde étude a été menée par P. Dantagnan et son équipe. Dans cette étude la composition en acides gras (poly-)insaturés (AGPI) chez la truite arc-en-ciel (Oncorhynchus mykiss) a été testée en fonction de l'ajout ou non de farine d'algue brune (Macrocystis pyrifera) dans l'alimentation. Différents taux en algues ont été testés : 0%, 1.5%, 3% et 6%. Ici les résultats montrent que l'ajout de farine de Macrocystis pyrifera n'influence pas la composition musculaire de l'animal. En revanche il a été constaté qu'avec des taux de 3% et 6% la teneur en AGPI augmente significativement (et plus particulièrement pour l'acide linoléique (LIN), l'acide eicosapentaénoique (EPA) et l'acide docosahexaénoïque (DHA)) qui sont connus pour leurs effets positifs sur la santé humaine. Dans cette étude on constate donc que l'utilisation d'algues brunes dans l'alimentation de l'animal peut aller jusqu'à un effet positif sur la santé humaine.
Aux vues des résultats actuels, les micoalgues et macroalgues semblent tout à fait avoir leurs places dans l'alimentation aquacole.